# Aillén
Aillén ['aLʼeːn] ist der Name eines Feuer-Unholdes aus dem Finn-Zyklus der keltischen Mythologie Irlands. Aillén wird auch manchmal als einer vom Volk der Túatha Dé Danann gesehen, seine Schwester soll Áine, sein Wohnsitz Mag Mell sein.

## Mythologie
In der Erzählung Macgnímartha Finn („Fionns Jugendtaten“) werden alljährlich zu Samhain (Vorabend in der Nacht zum 1. November) alle Bewohner von Tara, der Königsburg Conn Cétchathachs, durch geheimnisvolle Musik in Schlaf versetzt und die Burg dann in Brand gesteckt. Dem jungen – nach verschiedenen Berichten damals erst 9–10 Jahre alten – Helden Fionn mac Cumhaill gelingt es, mit Hilfe der Zauberkraft seines magischen Speeres wachzubleiben. Als Aillén unter schlafbringender Harfenmusik näher kommt und seinen Feueratem auf die Burg bläst, wirft Fionn seinen Mantel darüber und zwingt den Gluthauch damit vor den Mauern zu Boden. Aillén flieht zu seiner Behausung, einem cairn (Steinhügel) auf dem Berg Fionnachdh, wo ihn Fionn einholt und mit seinem Speer tötet.
Zum Dank übergibt der König dem jungen Fionn den Oberbefehl über die Fianna, der bisherige Führer dieser Jungkriegerschar, Goll mac Morna, muss ihm unter Androhung des Landesverweises die Treue schwören, was er auch tut.
Diese Erzählung ist auch in Acallam na Senórach („Die Unterredung mit den Alten“) enthalten.
Die Harfenmusik Ailléns erinnert an die Zauberharfe des Dagda, die ebenfalls die Menschen beeinflussen konnte. Samhain gilt noch heute traditionell als der Abend, an dem sich die Síde (Elfenhügel) öffnen und den Unterirdischen damit den Kontakt zur Oberwelt möglich machen.